# Audea
Audea é um gênero de traça pertencente à família Arctiidae.